# Knidos
Knidos, forntida grekisk stad grundad av dorerna vid kusten av landskapet Karien i sydvästra Mindre Asien. Staden låg delvis på udden Triopion på fastlandet, delvis på en liten ö. Knidos var under antiken en rik och betydande stad, och var en medelpunkt i det av sex städer bestående doriska stadsförbundet (hexapolis), vars förbundsråd sammanträdde i den trioptiske Apollons helgedom. Staden var också en huvudort för dyrkan av Afrodite och i Afrodite Euploias tempel fanns Praxiteles tempelskulptur Afrodite från Knidos, som var berömd över hela den grekiska världen. I närheten av Knidos vann Konon 394 f. Kr. sin ryktbara seger över den spartansk-feniciska flottan. Ktesias, som blev livläkare åt perserkonungen Artaxerxes II Mnemon, och historieskrivaren Eudoxos föddes i Knidos.

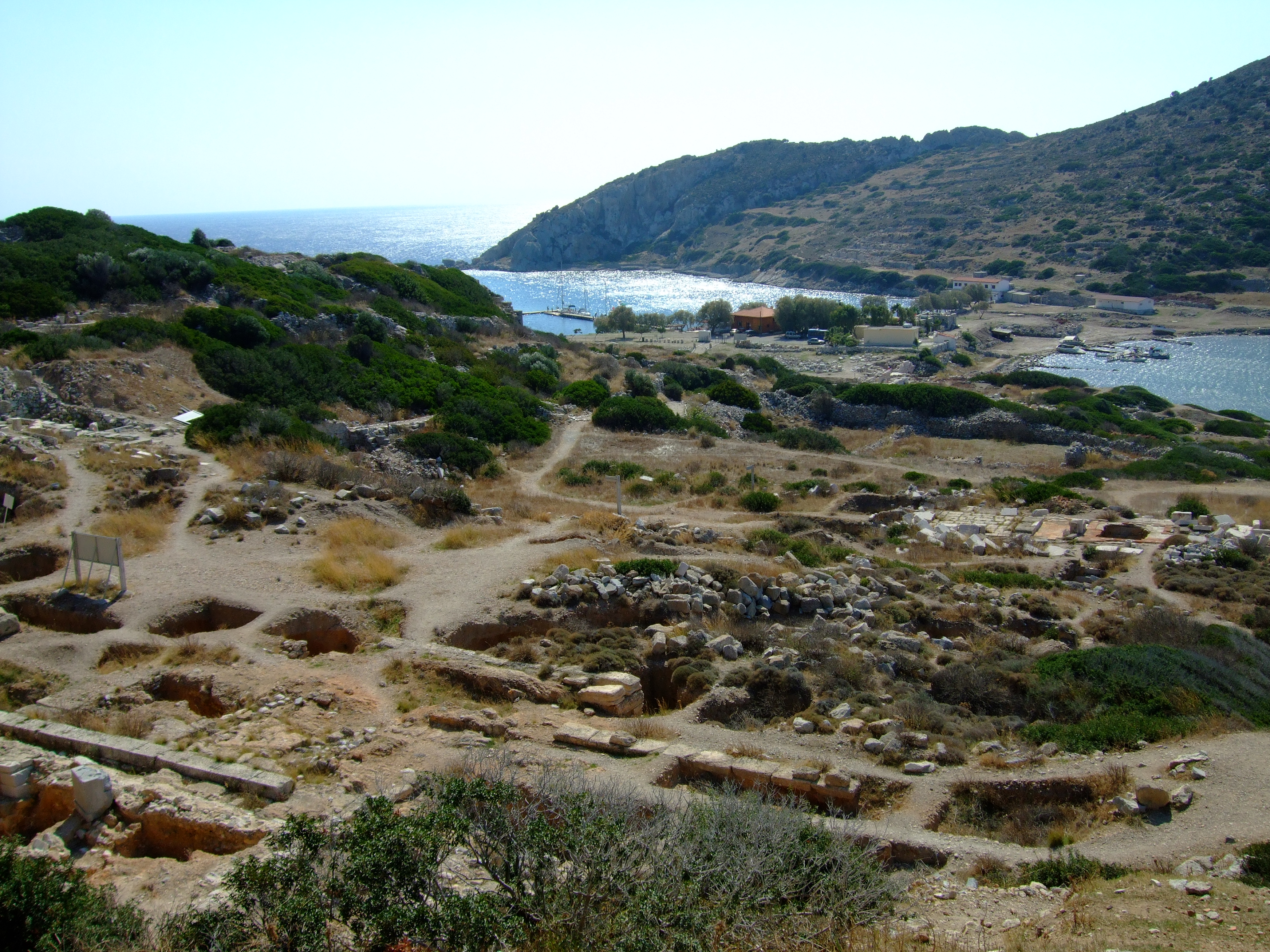
Knidos

Ruiner av staden finns ännu kvar på platsen, bland annat tempel och teatrar. Vid mitten av 1800-talet grävde engelska arkeologer ut delar av staden, särskilt två tempel, åt Demeter och muserna.

Knidos panorama